# Jogos da Lusofonia de 2009
Os Jogos da Lusofonia de 2009 foram a segunda edição dos Jogos da Lusofonia, evento multiesportivo disputado pela comunidade de países de língua portuguesa representados por seus respectivos Comitês Olímpicos Nacionais. Foi realizado em Lisboa, Portugal, entre 11 e 19 de julho de 2009. O Pavilhão Atlântico foi o principal palco de competições, sendo nele realizadas a cerimônia de abertura e encerramento.

## Escolha da sede
Portugal obteve o direito de realizar o evento durante a 6ª Assembleia Geral da Associação dos Comitês Olímpicos de Língua Oficial Portuguesa (ACOLOP) em 10 de outubro de 2006 durante os primeiros Jogos da Lusofonia em Macau. Os jogos são de responsabilidade da Comissão Organizadora dos Jogos da Lusofonia de 2009 (COJOL).

## Países participantes
No total, 12 países lusófonos representados por seus respectivos comitês olímpicos nacionais enviaram delegações de atletas e comissões técnicas. Assim, todos os membros da Associação dos Comités Olímpicos de Língua Oficial Portuguesa (ACOLOP) participaram da segunda edição. Gana e a ilha indonésia das Flores mostraram interesse em participar, mas não chegaram a apresentar inscrição.

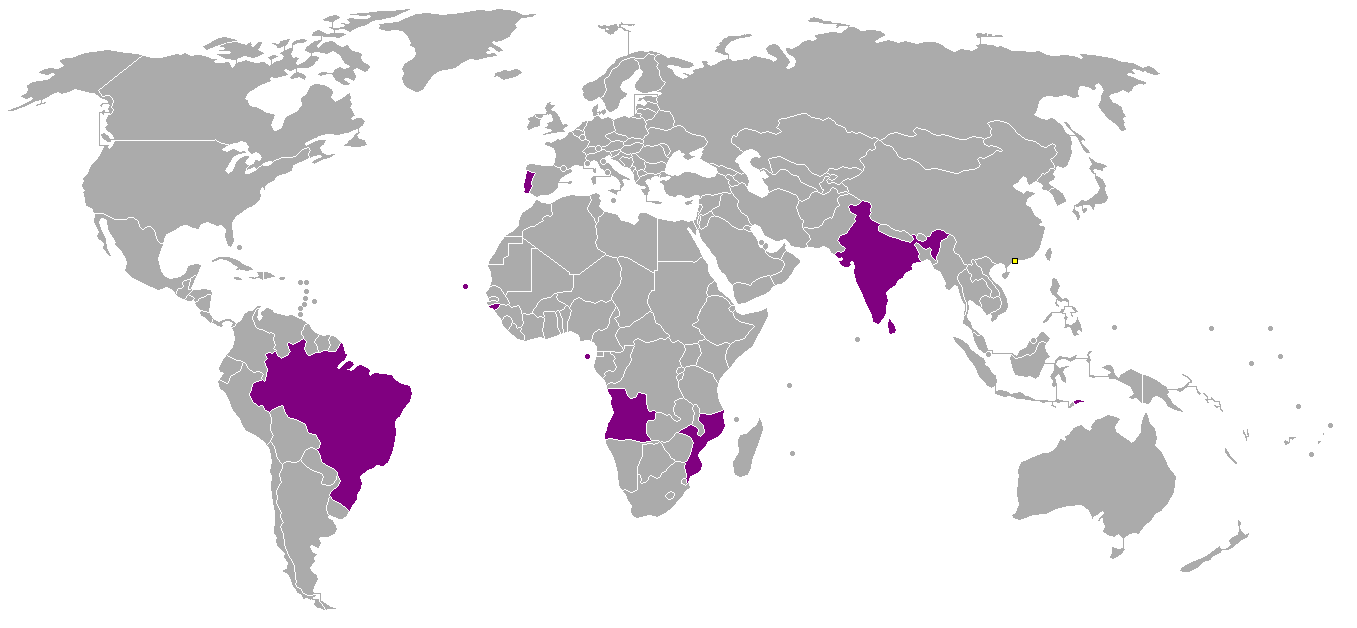
Países participantes dos II Jogos da Lusofonia.

| Membros plenos da ACOLOP - Angola - Brasil - Cabo Verde - Guiné-Bissau - Macau - Moçambique - Portugal - São Tomé e Príncipe - Timor-Leste | Membros associados da ACOLOP - Guiné Equatorial - Índia - Sri Lanka |

## Esportes
Em 21 de maio de 2007, durante um encontro entre a Comissão Organizadora dos Jogos (COJOL) e a ACOLOP, ficou decidido a inclusão de nove modalidades esportivas no programa da competição — fora da lista ficaram esportes como o badminton, a canoagem, o judô, a natação e hóquei sobre patins. No mesmo ano, em 12 de novembro, a assembleia geral da ACOLOP em Lisboa finalmente decidiu pela inclusão do judô no programa oficial de esportes.
Essa edição dos jogos compôs de nove esportes olímpicos — um a mais do que a edição inaugural — totalizando 68 eventos em disputa. Três eventos para atletas com deficiência foram incluídos no programa do atletismo como demonstração, sendo que um deles não contou na tabela das medalhas devido a que a demonstração só figurou um atleta.
| - Atletismo - Desporto para deficientes - Basquetebol - Futebol (masculino) - Futsal (masculino) | - Judô - Taekwondo - Tênis de mesa - Voleibol - Voleibol de praia |

Outros eventos foram realizados no decorrer dos Jogos da Lusofonia, mas sem contar para o quadro geral de medalhas. O Campeonato Nacional Júnior de Atletismo foi disputado nos dias 11 e 12 de julho no Estádio Universitário de Lisboa, assim como uma corrida popular intercalou com a disputa do atletismo de estrada na Avenida Marginal de Oeiras em 19 de julho. Em 18 de julho uma partida de hóquei sobre grama entre Portugal e a equipe de Goa fizeram a preliminar das partidas de futebol no Estádio Nacional do Jamor.

## Calendário
As caixas em azul representam uma competição ou um evento qualificatório de determinada data. As caixas em amarelo representam um dia de competição valendo medalha. Cada ponto dentro das caixas representa uma disputa de medalha de ouro. Finais do desporto para deficientes não contam para o quadro de medalhas.
| ● | Cerimônia de abertura | ● | Competições | ● | Finais de competições | ● | Cerimônia de encerramento |

| Programa                  | Julho | Julho | Julho     | Julho       | Julho | Julho | Julho | Julho | Julho | Julho | T  |
| Programa                  | 10    | 11    | 12        | 13          | 14    | 15    | 16    | 17    | 18    | 19    | T  |
| ------------------------- | ----- | ----- | --------- | ----------- | ----- | ----- | ----- | ----- | ----- | ----- | -- |
| Cerimônias                |       | ●     |           |             |       |       |       |       |       | ●     |    |
| Atletismo                 |       |       | ●●●●● ●●● | ●●●●●● ●●●● |       |       |       |       |       | ●●    | 31 |
| Desporto para deficientes |       |       | ●●        |             |       |       |       |       |       |       | 2  |
| Basquetebol               |       |       |           |             |       |       |       |       |       | ●●    | 2  |
| Futebol                   |       |       |           |             |       |       |       |       | ●     |       | 1  |
| Futsal                    |       |       |           |             |       |       |       | ●     |       |       | 1  |
| Judô                      |       |       |           |             | ●●●   | ●●●●  |       |       |       |       | 14 |
| Taekwondo                 |       |       |           |             |       |       | ●●    | ●●    |       |       | 8  |
| Tênis de mesa             |       |       | ●●        | ●●          |       |       |       |       |       |       | 4  |
| Voleibol                  |       |       | ●●        |             |       |       |       |       |       |       | 2  |
| Voleibol de praia         |       |       |           |             |       |       |       |       |       | ●●    | 2  |
| Finais                    | —     | —     | 19        | 18          | 6     | 8     | 4     | 5     | 1     | 6     | 67 |
| Programa                  | 10    | 11    | 12        | 13          | 14    | 15    | 16    | 17    | 18    | 19    |    |
| Programa                  | Julho |       |           |             |       |       |       |       |       |       |    |

## Medalhas
O quadro de medalhas lista todas as nações que conquistaram medalhas de ouro, prata e bronze nos 67 eventos disputados.
Cabo Verde conquistou a primeira medalha dos jogos no torneio de voleibol masculino ao vencer a Índia na decisão pelo bronze.
| Ordem | País                    | Medalha de ouro | Medalha de prata | Medalha de bronze | Total |
| ----- | ----------------------- | --------------- | ---------------- | ----------------- | ----- |
| 1     | BRA Brasil              | 33              | 23               | 20                | 76    |
| 2     | POR Portugal            | 25              | 34               | 15                | 74    |
| 3     | ANG Angola              | 4               | 1                | 9                 | 14    |
| 4     | MAC Macau               | 1               | 3                | 8                 | 12    |
| 5     | CPV Cabo Verde          | 1               | 1                | 5                 | 7     |
| 5     | IND Índia               | 1               | 1                | 5                 | 7     |
| 5     | STP São Tomé e Príncipe | 1               | 1                | 5                 | 7     |
| 8     | SRI Sri Lanka           | 1               | 0                | 4                 | 5     |
| 9     | MOZ Moçambique          | 0               | 3                | 2                 | 5     |
| —     | GBS Guiné-Bissau        | 0               | 0                | 0                 | 0     |
| —     | GEQ Guiné Equatorial    | 0               | 0                | 0                 | 0     |
| —     | TLS Timor-Leste         | 0               | 0                | 0                 | 0     |
| Total | Total                   | 67              | 67               | 73                | 207   |

## Locais de competição

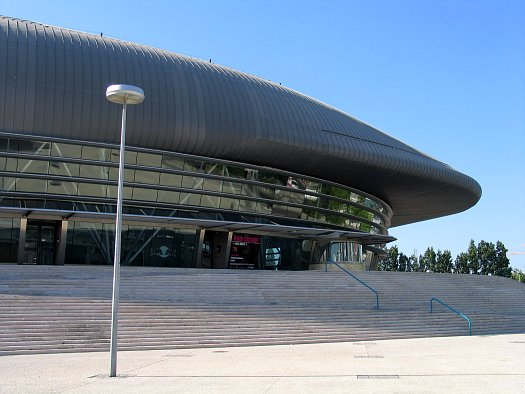
Pavilhão Atlântico, principal sede de competições.

A maioria dos locais de competição foram realizadas na cidade-sede dos jogos, em Lisboa, mas alguns esportes como o voleibol e o voleibol de praia foram disputados nos concelhos de Oeiras e Almada, respectivamente. As cerimônia de abertura e encerramento realizaram-se no Pavilhão Atlântico, assim como a maioria dos esportes.
- Pavilhão Atlântico
  - Sala Atlântico: futsal,[9] cerimônia de abertura
  - Sala Tejo: judô,[10] taekwondo,[11] tênis de mesa[12]

- Complexo Municipal dos Desportos "Cidade de Almada": basquetebol masculino[13]

- Hockey Club de Sintra: basquetebol feminino[13]

- Estádio José Gomes: futebol[14]

- Estádio Nacional do Jamor: futebol[14]

- Estádio Universitário de Lisboa: atletismo (pista),[15] desporto para deficientes[16]

- Complexo Desportivo Municipal do Casal Vistoso: voleibol[17]

- Praia de Santo Amaro de Oeiras: voleibol de praia,[18] cerimônia de encerramento

- Avenida Marginal (Oeiras): atletismo de estrada (cross-country 10 km)[15]

## Símbolos
As imagens e símbolos que representam os Jogos da Lusofonia Lisboa 2009 são identificados pelo seu logotipo e pela mascote oficial. O logotipo significa "um atleta celebrando a vitória com uma fita multicor, obedecendo ao lema 'União mais forte que a Vitória', num apelo ao fair-play e à união entre atletas". A mascote representa uma chama batizada de Xama, cujo "espírito irradia energia e vivacidade" e busca "superar os seus próprios limites, celebrando a vitória e a Lusofonia".